# Sleziník severní
Sleziník severní (Asplenium septentrionale) je vytrvalá a malá kapradina z čeledi sleziníkovité, nejčastěji se vyskytující na nevápnitých horninách ve skalních štěrbinách, sutích a na podobných stanovištích.

## Popis
Sleziník severní je vytrvalá a malá kapradina dosahující výšky 5–15 cm. Listy sleziníku vyrůstají z krátkého oddenku do délky 15 až 20 cm. Rostou v trsech a vytrvávají přes zimu, kdy jsou stále zelené. Mají výrazně dlouhý, nahnědlý řapík a kratší, lesklou, vidličnatou, tříčetnou až pětičetnou čepel. Lístky čepele jsou zašpičatělé, čárkovité a nestejně velké. Světle rezavě hnědé výtrusnicové kupky vyrůstají na rubu lístků, zpravidla po pěti na jednom. Výtrusy zrají v době od července do října. Oddenek je krátký, vodorovný, bohatě větvený a pokrytý hnědočernými plevinami.

## Rozšíření a stanoviště

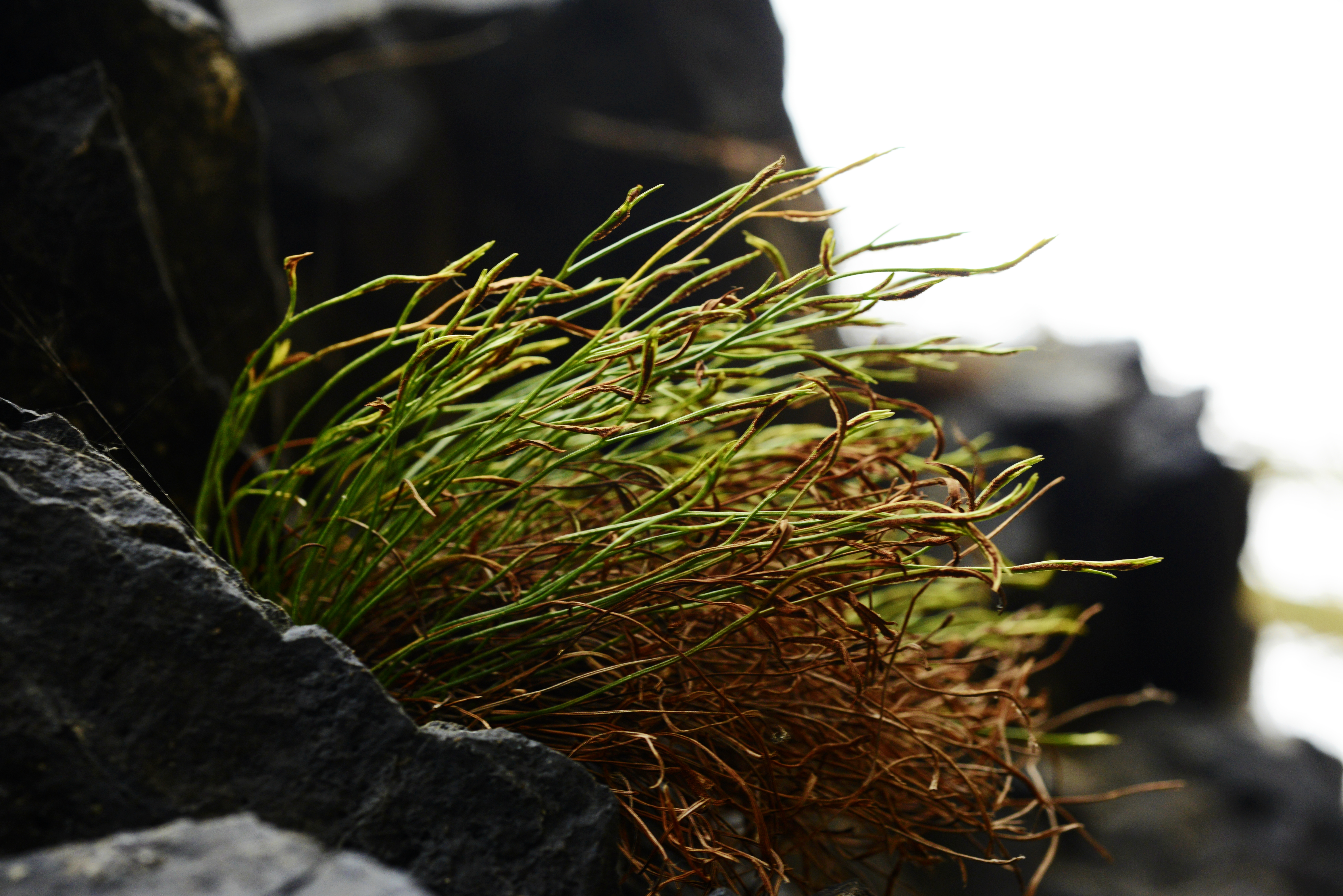
Sleziník severní na čedičovém vrchu Strážný nad obcí Mojžíř

Sleziník severní je velice rozšířený druh. Vyskytuje se v Evropě od nížin, kde je spíše vzácný, až po hory. Na tomto kontinentě zasahuje do severní Skandinávie a na Island. Objevuje se v Přední Asii, v severozápadní Africe a na jihozápadě Severní Ameriky. Na celém území České republiky je hojně rozšířen, zejména často v skalnatých údolích řek a potoků. Roste na suchých výslunných stanovištích, ve skalních štěrbinách, především na nevápnitém podkladě.

## Ohrožení
Vzhledem k tomu, že tento druh je hojně rozšířen, není ohrožen ani chráněn.